# Kardiomiopatia połogowa
Kardiomiopatia połogowa – rodzaj kardiomiopatii nabytej, występujący w III trymestrze ciąży lub w ciągu 5 miesięcy po porodzie.
Jest spowodowana niedoborem w kardiomiocytach czynnika transkrypcyjnego STAT3, będącego inhibitorem układu antyoksydacyjnego komórki mięśnia sercowego, który jest odpowiedzialny za odszczepienie od prawidłowej cząsteczki prolaktyny (która jest wydzielana w dużej ilości w okresie okołoporodowym) fragmentu o masie 16 kDa, który powoduje uszkodzenie kardiomiocytów poprzez nasilenie stresu oksydacyjnego.

## Objawy chorobowe
Choroba powoduje następujące objawy kliniczne:
- niewydolność serca
- ból w klatce piersiowej
- zaburzenia rytmu serca komorowe
- często współistnieją powikłania zakrzepowo-zatorowe.

## Leczenie
Istnieją istotne odmienności leczenia tej postaci kardiomiopatii:
- stosowana jest heparyna a w okresie ciąży heparyna drobnocząsteczkowa
- nie stosowane są Inhibitory konwertazy angiotensyny
- leczenie obejmuje ograniczenie spożycia chlorku sodu
- w leczeniu moczopędnym preferowany jest furosemid
- w celu rozszerzenia naczyń obwodowych stosowana jest dihydralazyna
- mogą być stosowane kardioselektywne leki beta-adrenolityczne
- uważa się, że 8 tygodniowe stosowania bromokryptyny może hamować rozwój choroby

## Częstość występowania
Kardiomiopatia połogowa występuje z częstością 1:3000 ciąż. Objawy choroby mogą ustąpić całkowicie, ale powiększenie serca może się utrzymywać ciągle i wówczas choroba przebiega jak kardiomiopatia rozstrzeniowa. Ryzyko nawrotu choroby w kolejnej ciąży wynosi 20%.